# Отряд 9420
Отряд Ока 9420 — центральное подразделение при Департаменте предотвращения эпидемий и очищения воды, действовавшее в составе Южной экспедиционной группы армий Императорской армии Японии. Отряд был образован в 1942 году для поддержки Южной армии. Командир — генерал-майор Китагава Масатака, штаб — госпиталь Тампой (Джохор), на юге Малайского полуострова (13 км к северо-востоку от Джохор-Бахру и Сингапура). Вероятно, её отделения действовали и в Таиланде.
Делился на группы Умеока, которая исследовала бубонную чуму, и группу Коно, которая исследовала малярию. Формально отряд занимался предотвращением распространения болезней в Сингапуре и борьбой против крыс. Согласно показаниям Отмана Вока, в Сингапуре находилась база для испытаний биологического оружия, а сама лаборатория появилась сразу же после захвата японцами Сингапура. Лабораторией руководили в своё время Хареяма Ёсио (до 1942) и подполковник Наито Рёити, один из коллег Сиро Исии. В лаборатории трудилось около 150 врачей, которые производили большое количество патогенов. Наито и его коллеги занимались исследованиями тифа, чумы и пестицидов. Доподлинно неизвестно, в какую сторону был уклон лаборатории: для производства патогенов или для испытаний биологического оружия